# アフマド・カラマンリー
アフマド・カラマンリー（アラビア語: أحمد القرمانلي　英語: Ahmed Karamanli, Ahmad Qaramanli, al-Qaramanli、1686年 - 1745年）は、トリポリタニアのパシャ、カラマンリー朝の創始者（在位:1711年 - 1745年） 。

## 経歴
18世紀初頭、オスマン帝国はヨーロッパ諸国との間に起きた大トルコ戦争や大北方戦争などにより国力を消耗し、北アフリカの領土に対する支配力を失いつつあった。トリポリをはじめとした諸地域は帝国の任命したパシャによって治められていたが、帝国の内乱のために数年にわたって統治者が不在となる事態が起こった。イェニチェリで有名な騎兵隊長だったアフマド・カラマンリーは、1711年にクーデターを起こし帝国のベイを殺害、カラマンリー朝の設立を宣言した。アフマドはオスマン帝国に自らの政権を承認させ、トリポリのパシャとして世襲的地位を確立した。その後、トリポリはパーディシャーに貢納し名目上は従属したが、その他の国々に対しては事実上の独立王国として対した。
アフマドは知性を備えた有能な統治者であり、地中海で活動するバルバリア海賊を利用して領内の都市の経済を著しく成長させた。安全な航海を望む海洋都市はカラマンリー朝への貢納を強制された。陸上では、トリポリタニアやフェザーン、キレナイカに至るまでの領域を支配下におさめた。
アフマドの後継者たちには十分な能力がなく、彼の死後にカラマンリー朝は内部闘争で弱体化したが、アフマドが経済的な基盤を確立していたこともあって王国は100年の間存続することとなる。